# Criação (teologia)

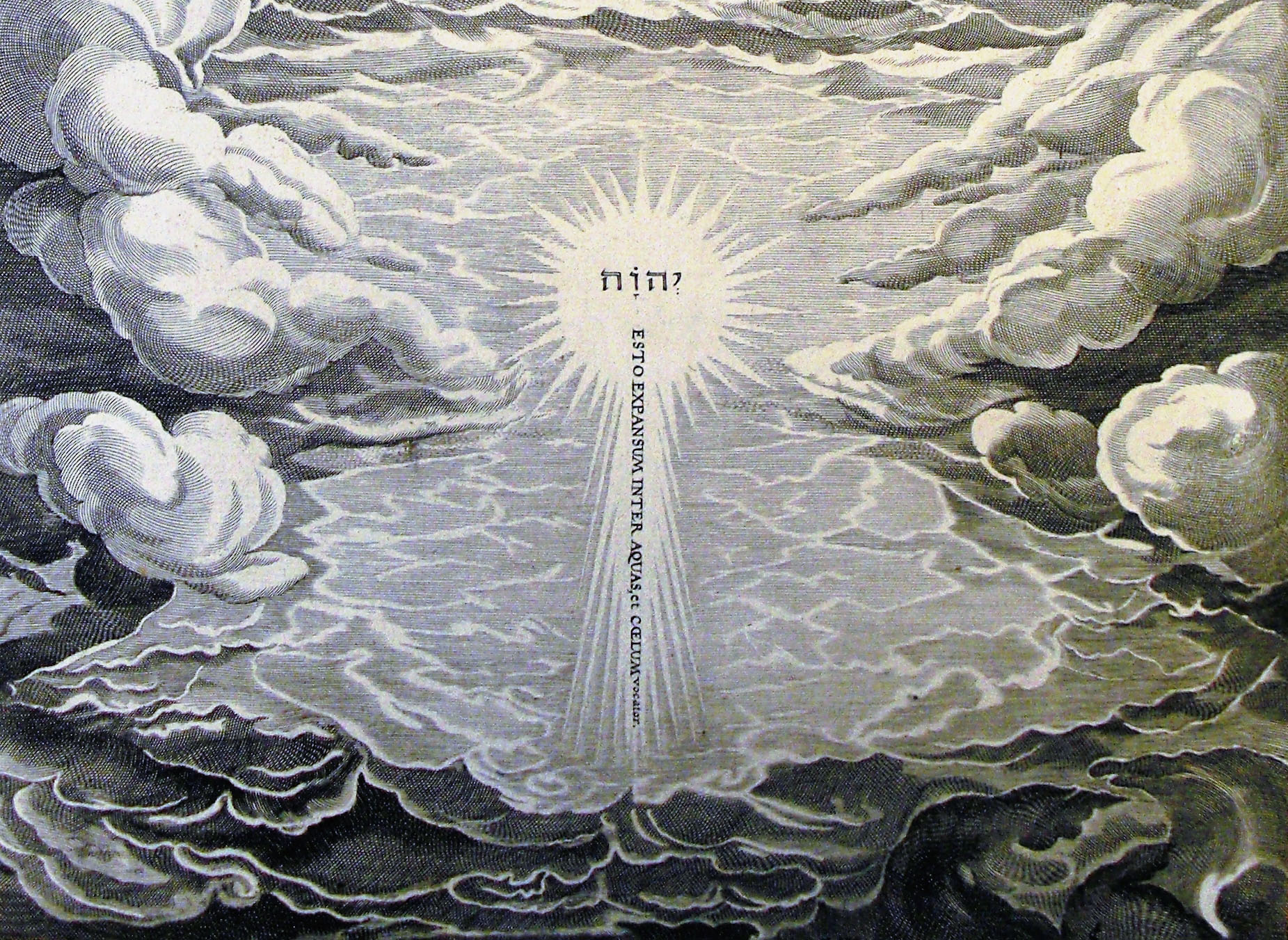
Ilustração representando a criação do mundo segundo o Gênesis.

Criação é um conceito teológico, sustentado por quase todas as religiões e por várias correntes filosóficas, segundo o qual o universo teria sido formado a partir da decisão e da ação de uma divindade.

## Versão cristã
Segundo a teologia cristã, toda a Santíssima Trindade está envolvida na tarefa criadora do universo. No entanto, a iniciativa da criação coube a Deus Pai. 

## Visão sob o prisma do Messias
O propósito de Deus na Criação é fazer com que Seus filhos nasçam à Sua imagem e semelhança. Seu propósito é fazer com que todos os seres humanos se tornem Seus filhos, Messias.